# Ivan Scalfarotto

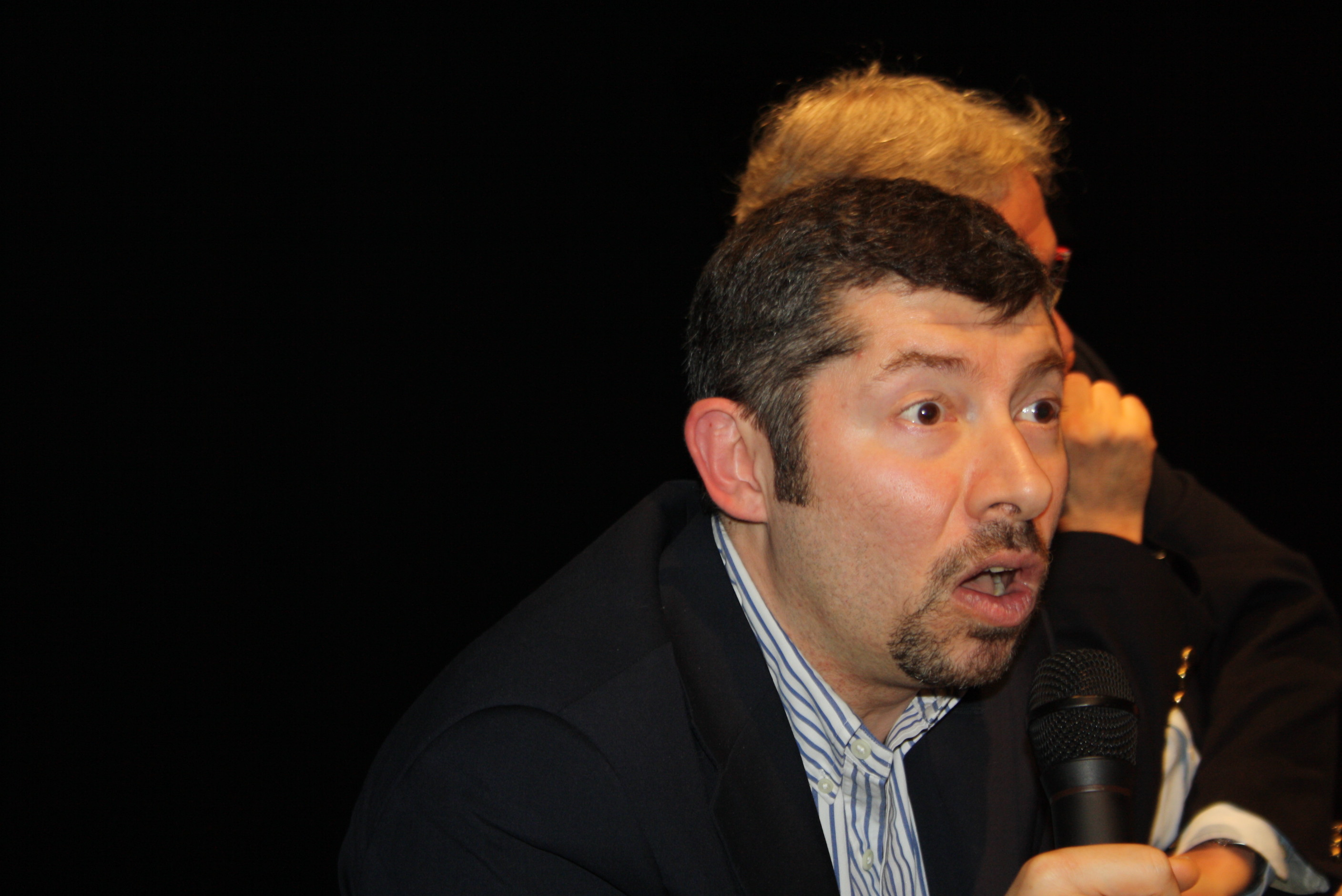
Scalfarotto in 2010

Ivan Scalfarotto (Pescara, 16 augustus 1965) is een Italiaans politicus en activist. Bij de partijverkiezingen in 2005 voor de centrumlinkse coalitie Unione was hij kandidaat voor nationaal voorzitter en sinds 2009 is hij ondervoorzitter bij de Partito Democratico (PD). Bij de parlementsverkiezingen van 2013 stond hij op de lijst van de PD in Puglia en werd hij verkozen tot volksvertegenwoordiger als lid van de Kamer van Afgevaardigden.
Hij is een prominent voorstander van LGBT- of holebirechten. De manier waarop Scalfarotto aan politiek doet is rechtstreeks via het internet. Zijn blog is het belangrijkste middel om ideeën te promoten tijdens verkiezingen. Hij is nu politicus voor Italia Viva ( Matteo Renzi)

## Biografie
Het gezin Scalfarotto verhuisde naar Foggia wanneer Ivan drie jaar oud is. In 1988 werkte hij daar in de gemeenteraad omdat hij verkozen was met de Verdi. Nadat hij afstudeerde in de Rechten, werkte hij eerst enige tijd bij de Banca Commerciale Italiana, waarna hij in een reeks verschillende plaatsen in Italië ging wonen (Barletta, Viareggio, Padova, Monza, Biella). In 1992 vestigde hij zich in Milaan, waar hij werkte voor de Comit bank. Die verliet hij in 1995 voor een baan bij de Banco Ambrosiano Veneto. In 2002 vertrok hij naar Londen om de personeelsdienst van de Citigroup te leiden.
In 1996 verscheen een brief van hem in de krant La Repubblica waarin hij zijn ontgoocheling uitte over de niet ingeloste verwachtingen van de regering Prodi I. Deze brief ging niet onopgemerkt voorbij. Scalfarotto werd zelfs ontboden in Palazzo Chigi door Romano Prodi en Walter Veltroni om meer uitleg te geven. Vijf jaar later, in 2001, richtte hij de beweging Adottiamo la Costituzione ("Laten we de grondwet aannemen") op. Het is zijn bedoeling de Italiaanse grondwet te verdedigen.
In 2003 organiseerde hij in Londen de eerste buitenlandse samenkomst van de vereniging Libertà e Giustizia. Twee jaar later vroeg deze hem om zich kandidaat te stellen bij de partijverkiezingen voor de linkse coalitie Unione. Scalfarotto aanvaardde dit en uiteindelijk verzamelde hij voldoende handtekeningen om zich officieel kandidaat te stellen. Er waren toen zeven kandidaten en Scalfarotto eindigde zesde. De belangrijkste punten tijdens zijn verkiezingscampagne waren de persoonlijke verdienste om een functie te krijgen bij de overheid of in de politiek, de strijd tegen gerontocratieën en het verdedigen van de lekenstaat. Hij kwam uit voor zijn homoseksualiteit en is voorstander om homoseksuele stellen het recht toe te kennen te trouwen en kinderen te laten adopteren.
Zijn aanhangers richten de politieke vereniging Io Partecipo ("Ik neem deel") op, met Scalfarotto als voorzitter. Deze vereniging wil de campagnepunten ook na de verkiezingen van 2005 blijven verdedigen. In maart 2006 schreef hij het pamflet Contro i Perpetui ("tegen de eeuwige politici") voor de uitgeverij Il Saggiatore. Hierin behandelde hij zijn beweegredenen en analyseerde hij de politieke situatie in Italië.
In 2007 kondigde hij aan deel te nemen aan de partijverkiezingen van de Partito Democratico om Walter Veltroni te steunen. Hij richtte een beweging op met onder meer Marco Simoni (een universiteitsdocent die zijn campagne van 2005 had geleid), Luca Sofri en de astrofysica Sandra Savaglio. De beweging heet iMille en wil de leidinggevende klasse van het Italiaanse centrumlinks vernieuwen. Scalfarotto werd verkozen en maakte deel uit van een commissie bij de PD, waar zijn amendementen werden goedgekeurd. Deze voorzien een anti-homodiscriminatiewet, de oprichting van de SIPA (een deelnamesysteem) en een vrijgeleide voor onlineverenigingen.
Hij werkt samen met de krant l'Unità en was vaste gast bij de laatste drie seizoenen van het televisieprogramma Crozza Italia Live, dat uitgezonden werd op LA7 in 2007 en 2008. In februari 2009 verhuisde hij terug naar Milaan en in april werd hij kandidaat voor de PD voor de Europarlementsverkiezingen van 6-7 juni 2009 voor de kieskring Noord-West. Hij werd niet verkozen, maar verzamelde wel meer dan 22 000 voorkeurstemmen.
Vanaf 7 november 2009 is hij samen met Marina Sereni ondervoorzitter op de vergadering van de PD. Hij schreef samen met Sandro Mangiaterra het boek In nessun paese - Perché sui diritti dell'amore l'Italia è fuori dal mondo. Het werk is in 2010 uitgegeven door Piemme en gaat over burgerrechten. Het maakt de vergelijking tussen de Italiaanse wetgeving en die in andere Europese landen en in de wereld. Scalfarotto geeft een lijst van 10 actiepunten om de huidige situatie te doen keren. Hij heeft het onder meer over het aanvaarden van het homohuwelijk, een meer krachtdadige strijd tegen homofobie, de invoering van het vaderschapsverlof en de mogelijkheid om een rechtzetting van de geslachtstoewijzing te vragen ook zonder chirurgische ingreep. Op 25 september 2012 verklaarde hij Matteo Renzi te steunen bij de partijverkiezingen van de PD.

## Werken
- Contro i perpetui, Il Saggiatore, 2006. ISBN 9788842813491
- In nessun Paese, Edizioni Piemme, 2010. ISBN 9788856614442 (met Sandro Mangiaterra)
- Ma questa è la mia gente, Arnoldo Mondadori Editore, 2012. ISBN 9788804622505